# Malco (generale)
Malco, forse una errata interpretazione della parola fenicia melek o mílik - re, (in latino Malchus; ... – Cartagine, VI secolo a.C.) è stato un generale e re di Cartagine.

## Biografia e regno
Con lui Cartagine iniziò la conquista sistematica delle regioni costiere dell'Africa e del suo interno. Verso la metà del VI secolo a.C., diresse una guerra contro i Libi, proprio per conquistare nuovi terreni. Cessò di pagare il tributo agli autoctoni Africani per l'occupazione della terra di Byrsa e Cartagine.
Nel 550 a.C. circa sconfisse alcune popolazioni greche della Sicilia, anche se non è possibile comprendere se combatté contro i Greci di Pentatlo di Cnido, mitico fondatore di Lilybaion, o contro il tiranno Falaride di Akragas.
Nel 540 a.C., secondo lo storico romano Marco Giuniano Giustino, guidò un esercito di 80.000 uomini in Sardegna, ma venne più volte sconfitto dalle popolazioni locali, che distrussero la fortezza di monte Sirai perché non fosse conquistata. Riuscì comunque, con alterne vittorie, a fondare insediamenti punici in Sardegna. Perse, nella battaglia decisiva, quasi tutto l'esercito.
Malco venne infine giustiziato perché sospettato di ambire al regno a Cartagine e poiché era stato esiliato in Sardegna (Giustino, XVIII, 7).